# Bolívar (Aragua)
Bolívar è un comune del Venezuela situato nello stato dell'Aragua.
Il capoluogo del comune è la città di San Mateo.